# Grupa MoCarta
Grupa MoCarta (igualment conegut com a MozART Group) és un quartet de corda de Polònia format per Filip Jaslar (primer violí), Michał Sikorski (segon violí), Paweł Kowaluk (viola) i Bolek Błaszczyk (violoncel).
Destaquen per una gran tècnica dels instruments, ja que es formaren a les prestigioses Acadèmies de Música de Varsòvia i Łódz. Les seves actuacions es caracteritzen per una combinació de música i humor, creant arranjaments d'obres pel seu espectacle.
El nom fa referència a Mozart, ja que la "C" majúscula es pronuncia "ts" en la seva llengua, igual que "Mozart" es pronuncia "Motzar".

## Discografia

### Àlbums d'estudi
| KREATURY - czyli Cztery pory roku według Grupy MoCarta                                     | - Released: Octubre de 2000 - Label: Wyższa Szkoła Promocji/Pomaton EMI - Formats: CD | —  | - POL: Gold |
| Cztery struny świata                                                                       | - Sortida: Març 2004 - Discogràfica: Wyższa Szkoła Promocji/Pomaton EMI - Format: CD  | 45 |             |
| "—" denota un enregistrament que no va ser gravat o no va ser llançat en aquest territori. |                                                                                       |    |             |

### Vídeos
| Títol                                                         | Detalls                                                                                       |
| ------------------------------------------------------------- | --------------------------------------------------------------------------------------------- |
| Grupa MoCarta w Operze                                        | - Editat: 28 de setembre de 2007 - Discogràfica: New Abra - Formats: DVD                      |
| Koncert Jubileuszowy                                          | - Editat: 31 d'octubre 2007 - Discogràfica: Wyższa Szkoła Promocji/Pomaton EMI - Formats: DVD |
| Grupa MoCarta w Teatrze                                       | - Editat: November 21, 2008 - Discogràfica: New Abra - Formats: DVD                           |
| Zamach na MoCarta, czyli jeżeli śpiewać, to nie indywidualnie | - Editat: 15 de març de 2011 - Discogràfica: New Abra - Formats: DVD                          |
| Frak'n'Roll                                                   | - Editat: 18 de setembre 2012 - Discogràfica: EMI Music Poland - Formats: DVD, Blu-ray        |

## Pel·lícules
- 1999: Chłopaki nie płaczą
- 2006: Miłość w przejściu podziemnym

## Premis
- 1997 Grand Prix XVIII Biesiad Satyry i Humoru "Złota szpilka", Polònia
- 1998 & 2000: segon premi en el festival PAKA en Cracovia, Polònia
- 2001: "The bronze penguin", Zielona Góra, Polònia
- 2002: Grand Prix al Good Humour Festival de Gdańsk
- 2009: Dos premis GOLDEN TROUGHS en el Festival RYJEK a Rybnik, Polònia
- 2010: Premio especial del Ministeri de Cultura de la República de Polònia pels seus assoliments i 15 anys a l'escenari
- 2011: GRAND PRIX en el 31è GAGY Festival of Humor and Satire a Kremnica, Eslovàquia[4]

## Altres fonts
- Britsch, Eckhard, "Durchgeknallt, aber geistvoll"[Enllaç no actiu], Mannheimer Morgen, 27. July 2010
- Eberts, Volker "MozART Group gastiert in Meggen"[Enllaç no actiu], Westdeutschen Allgemeinen Zeitung, 13 November 2009
- Sveriges Television, Allsång på Skansen Arxivat 2010-08-03 a Wayback Machine., 29 June 2010
- Vogel, Günter, "Persiflage" Arxivat 2012-03-09 a Wayback Machine., Schwäbische Zeitung, 26 May 2009 (reprinted on www.mozartgroup.org)
- Warsaw Voice, "On a Wry Note", 26 January 2005

## Pàgina oficial
- Grupa Mocarta